# Georg Desmarées
Georg Desmarées (Gimo, 29 de outubro de 1697 - Munique, 3 de outubro de 1776) foi um pintor da Suécia ativo principalmente na Alemanha, um dos melhores retratistas do Rococó.
Com a morte dos pais mudou-se para Estocolmo, onde estudou com Peter Martin van Mytens. Em torno de 1720 já era um pintor independente. Em 1724 iniciou um périplo pela Europa, visitando Amsterdam, Nuremberg e Veneza, onde se tornou aluno de Piazetta. Em 1730 foi indicado pintor da corte bávara de Carlos, futuro imperador. Recebeu várias encomendas da nobreza alemã.